# Pteris hondurensis
Pteris hondurensis är en kantbräkenväxtart som beskrevs av Jenm. Pteris hondurensis ingår i släktet Pteris och familjen Pteridaceae. Inga underarter finns listade.